# Barbarea
Barbarea es un género  de plantas  perteneciente a la familia Brassicaceae, nativo de las regiones templadas del hemisferio norte, con gran cantidad de especies en el sur de Europa y sudeste de Asia.  Comprende 99 especies descritas y de estas, solo 29 aceptadas.

## Descripción
Son pequeñas plantas herbáceas bienales o perennes con hojas de color verde oscuro y profundamente lobuladas. Flores amarillas con cuatro pétalos.

## Taxonomía
El género fue descrito por William Townsend Aiton y publicado en Hortus Kewensis; or, a Catalogue of the Plants Cultivated in the Royal Botanic Garden at Kew. London (2nd ed.) 4: 109, en 1812.
Etimología
Barbarea: nombre genérico que deriva de Santa Bárbara, la patrona de los artilleros y los mineros, ya que esta planta en el pasado se usaba para calmar las heridas causadas por las explosiones.

## Especies seleccionadas
- Barbarea australis
- Barbarea balcana
- Barbarea bosniaca
- Barbarea bracteosa
- Barbarea conferta
- Barbarea hongii
- Barbarea intermedia
- Barbarea lepuznica
- Barbarea longirostris
- Barbarea orthoceras
- Barbarea rupicola
- Barbarea sicula
- Barbarea stricta
- Barbarea taiwaniana
- Barbarea verna
- Barbarea vulgaris